# Éditions de l'Aube
Pour les articles homonymes, voir Aube.
 (juin 2012).
Les éditions de l'Aube est une maison d’édition fondée par Jean Viard, directeur de recherches en sociologie au CNRS, et Marion Hennebert (d).

## Description
Les éditions de l’Aube sont créées en 1987 par un groupe d'intellectuels, de chercheurs et d'écrivains qui voulaient participer à l'essor de l'édition en province. Le cœur du projet était d'éditer des créateurs dissidents, contestataires, des essais d'actualité et des ouvrages sur l'aménagement des territoires.[Interprétation personnelle ?]
Située dans le Vaucluse, à La Tour-d'Aigues, avec un diffuseur-distributeur arlésien, Harmonia Mundi, et une antenne parisienne, L'Aube a publié plus de 1 800 titres en 25 ans. La maison édite une cinquantaine de livres par an et propose deux collections de littérature, « Regards croisés » et « Regards d'ici » et quatre collections d'essais : « Monde en cours », « Ère planétaire », « Urgence de comprendre » et « Conversation pour l'avenir » (animée par Gilles Vanderpooten). Elle possède aujourd'hui une collection polar, « Aube noire », dirigée par Manon Viard (d).
L’Aube acquiert en 2000 une reconnaissance du grand public en tant qu’éditeur du prix Nobel de littérature, Gao Xingjian. Elle publie aussi Stéphane Hessel.

## Parmi les auteurs
- Karim Amellal
- Maïssa Bey
- Guy Burgel
- Pierre Bourdieu[1]
- Abed Charef
- Claude Hagège[2]
- Václav Havel
- Stéphane Hessel[3]
- Éric Macé avec Nacira Guénif-Souilamas
- Pierre Merle
- Danielle Mitterrand
- Serge Moati et Hugues Nancy
- Serge Monast
- Pierre Musso
- Bessa Myftiu
- Mohamed Nedali
- Jérôme Pellissier (d)[2]
- Aurore Py
- Youssef Seddik
- Daryush Shayegan
- François de Singly
- Gustaf Sobin
- Mohamed Talbi
- Christian Vélot[2]
- Jean Viard
- Gao Xingjian
- Spôjmaï Zariâb